# Vuelta a la Comunidad de Madrid 2010
La XXIV Vuelta a la Comunidad de Madrid se disputó entre el 17 y el 18 de julio de 2010 con un recorrido de 224,9 km divididos en 3 etapas, con inicio en la Casa de Campo de Madrid y final en el puerto de la Morcuera. 
La prueba perteneció al UCI Europe Tour de los Circuitos Continentales UCI, dentro de la categoría 2.1.
Participaron 13 equipos. Los 3 equipos españoles de categoría UCI ProTeam (Caisse d'Epargne, Euskaltel-Euskadi y Footon-Servetto); los 2 de categoría Continental Profesional (Andalucía-Cajasur y Xacobeo Galicia); y los 3 de categoría Continental (Burgos 2016-Castilla y León, Orbea y Caja Rural). En cuanto a representación extranjera, estuvieron 5 equipos: el UCI ProTour danés del Team Saxo Bank; el Continental Profesional italiano Carmiooro-NGC; y los Continentales del Heraklion Kastro-Murcia, Centro Ciclismo de Loulé-Louletano y Miche. Formando así un pelotón de 104 corredores, con 8 ciclistas cada equipo, de los que acabaron 95.
La carrera se decidió en la última etapa con final en el puerto de 1ª categoría de la Morcuera en la que los tres primeros de la misma ocuparon el podio en ese mismo lugar: primero Sergio Pardilla, segundo Fortunato Baliani y tercero Iván Melero.
Las clasificaciones secundarias fueron para Gustav Larsson (regularidad), Oleg Chuzhda (montaña), Rubén Reig (metas volantes), Ion Izagirre (categorías), Caja Rural (equipos) y Luis Pasamontes (madrileños).

## Etapas
| Etapa | Fecha       | Recorrido                        | km        | Ganador           | Líder           |
| ----- | ----------- | -------------------------------- | --------- | ----------------- | --------------- |
| 1ª    | 17 de julio | Casa de Campo-Casa de Campo      | 8,1 (CRI) | Gustav Larsson    | Gustav Larsson  |
| 2ª    | 17 de julio | Coslada-Coslada                  | 84,8      | Francisco Ventoso | Gustav Larsson  |
| 3ª    | 18 de julio | Alcobendas-Puerto de la Morcuera | 132       | Sergio Pardilla   | Sergio Pardilla |

## Clasificaciones finales
| \| 1. \| Sergio Pardilla \| 5h 18' 21" \| \| 2. \| Fortunato Baliani \| + 38" \| \| 3. \| Iván Melero \| + 39" \| \| 4. \| Francisco Mancebo \| + 46" \| \| 5. \| Ezequiel Mosquera \| + 57" \| \| 6. \| Igor Antón \| + 1' 02" \| \| 7. \| José Herrada \| + 1 05" \| \| 8. \| Giampaolo Cheula \| + 1' 07" \| \| 9. \| Laurent Didier \| + 1' 09" \| \| 10. \| Luis Pasamontes \| + 1' 10" \| |                   |            |
| 1. | Sergio Pardilla   | 5h 18' 21" |
| 2. | Fortunato Baliani | + 38"      |
| 3. | Iván Melero       | + 39"      |
| 4. | Francisco Mancebo | + 46"      |
| 5. | Ezequiel Mosquera | + 57"      |
| 6. | Igor Antón        | + 1' 02"   |
| 7. | José Herrada      | + 1 05"    |
| 8. | Giampaolo Cheula  | + 1' 07"   |
| 9. | Laurent Didier    | + 1' 09"   |
| 10. | Luis Pasamontes   | + 1' 10"   |

| \| 1. \| Gustav Larsson \| 27 p. \| \| 2. \| Sergio Pardilla \| 25 p. \| \| 3. \| Fortunato Baliani \| 22 p. \| |                   |       |
| 1. | Gustav Larsson    | 27 p. |
| 2. | Sergio Pardilla   | 25 p. |
| 3. | Fortunato Baliani | 22 p. |

| \| 1. \| Oleg Chuzhda \| 12 p. \| \| 2. \| Sergio Pardilla \| 10 p. \| \| 3. \| Fortunato Baliani \| 8 p. \| |                   |       |
| 1. | Oleg Chuzhda      | 12 p. |
| 2. | Sergio Pardilla   | 10 p. |
| 3. | Fortunato Baliani | 8 p.  |

| \| 1. \| Rubén Reig \| 9 p. \| \| 2. \| Oleg Chuzhda \| 6 p. \| \| 3. \| Richie Porte \| 3 p. \| |              |      |
| 1.                                                                                               | Rubén Reig   | 9 p. |
| 2.                                                                                               | Oleg Chuzhda | 6 p. |
| 3.                                                                                               | Richie Porte | 3 p. |

| \| 1. \| Ion Izagirre \| 5h 21' 45" \| \| 2. \| Mikel Landa \| + 19" \| \| 3. \| Pablo Lechuga \| + 57" \| |               |            |
| 1. | Ion Izagirre  | 5h 21' 45" |
| 2. | Mikel Landa   | + 19"      |
| 3. | Pablo Lechuga | + 57"      |

| \| 1. \| Caja Rural \| 16h 00' 50" \| \| 2. \| Caisse d'Epargne \| + 20" \| \| 3. \| Euskaltel-Euskadi \| + 26" \| |                   |             |
| 1. | Caja Rural        | 16h 00' 50" |
| 2. | Caisse d'Epargne  | + 20"       |
| 3. | Euskaltel-Euskadi | + 26"       |

| \| 1. \| Luis Pasamontes \| 5h 19' 31" \| \| 2. \| Pablo Lastras \| + 1' 39" \| \| 3. \| Jesús del Nero \| + 13' 02" \| |                 |            |
| 1. | Luis Pasamontes | 5h 19' 31" |
| 2. | Pablo Lastras   | + 1' 39"   |
| 3. | Jesús del Nero  | + 13' 02"  |